# Europe en images
Europe En Images  est une web TV accessible depuis septembre 2007 à tous les publics. Elle diffuse des documentaires sur l'Union européenne et suit l'actualité des 27 États membres, ainsi que de l'Union avec le reste du monde.
Son objectif principal est de mieux faire connaître le fonctionnement et la vie des institutions pour que chacun puisse se construire son propre regard critique sur l'Europe, sans être « formaté » par les médias traditionnels. Ses visiteurs sont originaires de plus de 70 pays du monde.
Elle organise une opération intitulée : « Présentez votre ville ou votre région ! » qui propose aux jeunes lycéens et étudiants d'héberger gratuitement des films vidéo présentant leur ville, leur région, un personnage historique (musicien, peintre, sculpteur, philosophe…), un scientifique, une œuvre d'art, une façon de vivre, un métier traditionnel… soit de leur région, soit de la région où ils résident.
Cette proposition s'adresse aux Français et aux autres, qu'ils vivent en France ou ailleurs. Ce n'est pas une compétition, mais la reconnaissance et la valorisation du travail fait par les jeunes.
Ses objectifs sont : 
- d'apprendre à lire les images en les créant ;
- d'offrir une possibilité de travail pluridisciplinaire ;
- d'offrir une possibilité d'être publié ;
- de donner aux jeunes l’occasion de se réapproprier leur territoire.

Cette opération est accessible à partir de la page « Villes et régions » de la web TV où l'on trouve le règlement.